# Вудклиф Лејк (Њу Џерзи)
Вудклиф Лејк (енгл. Woodcliff Lake) град је у америчкој савезној држави Њу Џерзи.

## Демографија
По попису из 2010. године број становника је 5.730, што је 15 (-0,3%) становника мање него 2000. године.
| Група             | 2000.         | 2010.         |
| Белци             | 5.274 (91,8%) | 4.946 (86,3%) |
| Афроамериканци    | 50 (0,9%)     | 47 (0,8%)     |
| Азијати           | 257 (4,5%)    | 371 (6,5%)    |
| Хиспаноамериканци | 134 (2,3%)    | 310 (5,4%)    |
| Укупно            | 5.745         | 5.730         |